# Schaʿbān
Schaʿbān (arabisch شعبان, DMG Šaʿbān) ist der Name des achten Monats des islamischen Kalenders. Vormonat ist der Radschab, Folgemonat der Ramadan. Zusammen mit diesen beiden Monaten genießt der Schaʿbān im Islam besonders große Wertschätzung. Eine Äußerung, die dem Propheten Mohammed zugeschrieben wird, lautet: "Der Radschab ist der Monat Gottes, der Schaʿbān ist mein Monat und der Ramadan ist der Monat meiner Gemeinschaft."
Im vorislamischen Arabien hatte der Schaʿbān, der nach dem altarabischen Solarkalender im Sommer lag, einen ähnlichen Rang wie der Ramadan. Der Prophet Mohammed hielt in diesem Monat ein mehrtägiges Fasten ein. Nach der Einführung des obligatorischen Fastens im Monat Ramadan ging die Bedeutung des Schaʿbān-Fastens zurück, allerdings gibt es bis heute Muslime, die dieses Fasten weiter als fromme Übung ausführen. Grundlage für das Schaʿbān-Fasten (ṣiyām šaʿbān) ist das bei an-Nasāʾī überlieferte Prophetenwort: „Zwischen Radschab und Ramadan stehend, vernachlässigt man ihn (sc. den Schaʿbān), während er doch ein Monat ist, in dem die Taten zum Herrn der Welten emporgetragen werden. Und da ich möchte, dass auch meine Werke emporgehoben werden, faste ich.“
In der Nacht vom 14. zum 15. Tag des Schaʿbān findet das Fest Lailat al-barā'a (persisch: schab-i barāt) statt. Im schiitischen Glauben wird die Mitte des Schaʿbān außerdem als Fest zum Geburtstag des Imam Mahdi begangen. In Kairo wird am Monatsersten des Rechtsgelehrten asch-Schāfiʿī gedacht. Für manche gelten der vierte und sechste Tag des Monats als negativ.

## Belege
1. ↑  Vgl. Kister: „Shaʿbān is my month …“ In: Blau u. a. (Hrsg.): Studia Orientalia. 1979, ISBN 965-223-325-0, S. 37.
2. ↑  Vgl. Kister: „Shaʿbān is my month …“ In: Blau u. a. (Hrsg.): Studia Orientalia. 1979, ISBN 965-223-325-0, S. 34–37.
3. ↑  Zitiert bei Lech 138.